# 谢超杰
谢超杰（1965年—），广西南宁人，中国男子乒乓球运动员。曾获得1991年乒乓球世界杯男子团体金牌以及1992年亚洲乒乓球锦标赛男子单打冠军。